# قزل‌حاجیلی، قزاق
قزل‌حاجیلی (به ترکی آذربایجانی: Qızılhacılı) یک منطقهٔ مسکونی در جمهوری آذربایجان است که در شهرستان قزاق واقع شده‌است.